# UEFA Europa League 2026/27

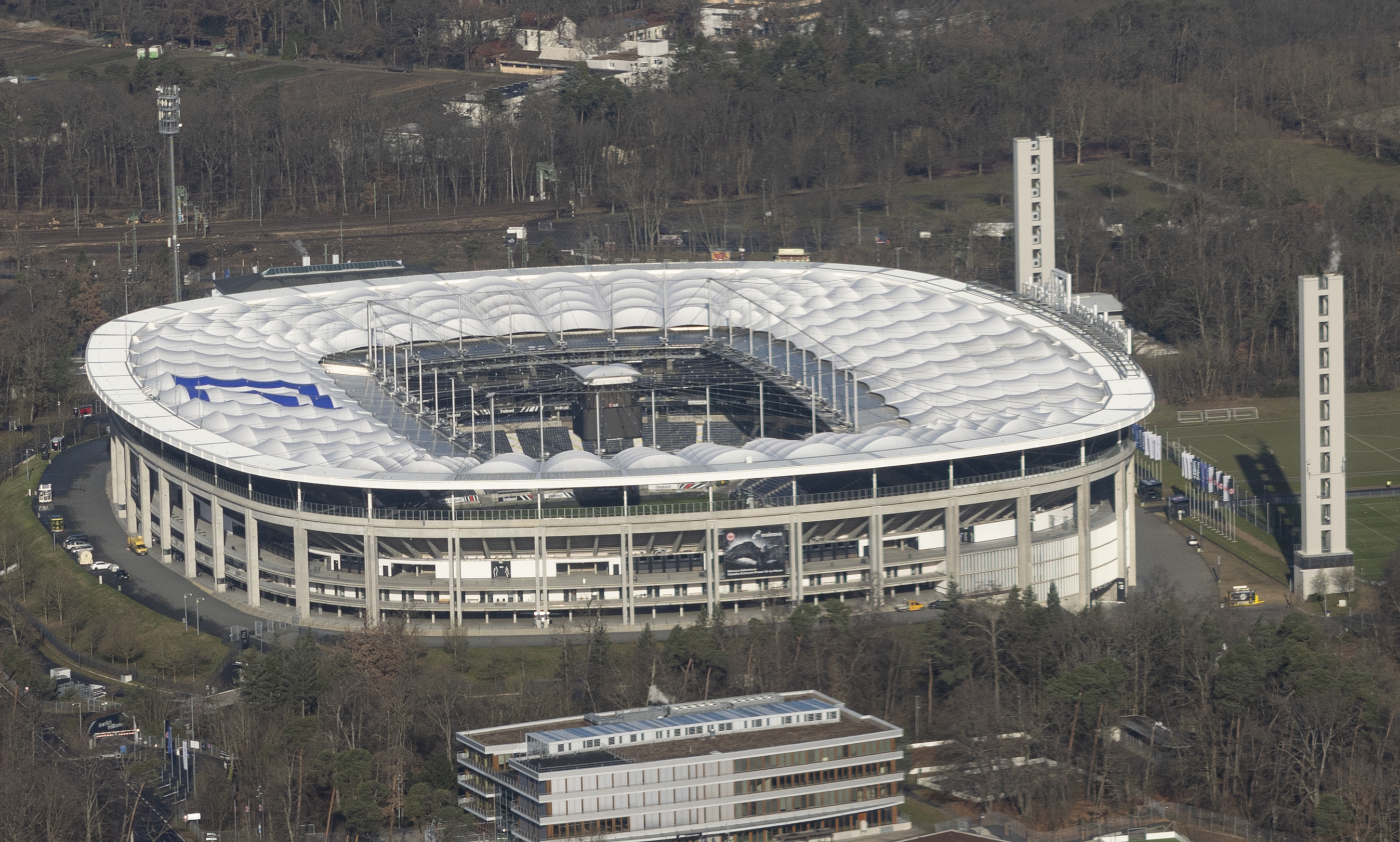
Das Finale soll im Stadion Frankfurt in Frankfurt am Main stattfinden.

Die UEFA Europa League 2025/26 ist die 56. Spielzeit des zweithöchsten europäischen Wettbewerbs für Vereinsmannschaften im Fußball, der bis zur Saison 2008/09 unter der Bezeichnung UEFA-Pokal stattfand.
Das Endspiel soll am 26. Mai 2027 im Stadion Frankfurt in Frankfurt am Main (Deutschland) ausgetragen werden. Der Sieger des Turniers qualifiziert sich automatisch für die Gruppenphase der UEFA Champions League 2027/28 und erhalten außerdem das Recht, im UEFA-Super Cup 2027 anzutreten.

## Modus
Der Wettbewerb wird ohne klassische Gruppenphase ausgetragen. Stattdessen treten 36 Teams in einer Liga‑Phase an, bei der jeder Klub acht Spiele gegen acht verschiedene Gegner bestreitet (vier Heim‑, vier Auswärtsspiele). Die Plätze 1–8 jeder Rangliste qualifizieren sich direkt für das Achtelfinale, während Teams auf den Plätzen 9–16 sowie 17–24 in Playoffs um den Einzug kämpfen. 
Die Plätze 25–36 scheiden aus.
| Phase         | Zeitraum     | Beschreibung                               |
| ------------- | ------------ | ------------------------------------------ |
| Liga‑Phase    | Sep. – Jan.  | 36 Teams, 8 Spiele, gemeinsame Tabelle     |
| Play‑offs     | Feb. 2027    | Platz 9–16 vs. Platz 17–24 um Achtelfinals |
| Achtelfinale  | Mär. 2027    | 16 Teams im Hin- und Rückspiel             |
| Viertelfinale | Apr. 2027    | weitere K.o.-Runde                         |
| Halbfinale    | Mai 2027     | Hin‑ und Rückspiel                         |
| Finale        | 26. Mai 2027 | Einzelspiel im Finale in Frankfurt am Main |

## Zugangsliste
Die Einteilung in die Ligaphase und die einzelnen Qualifikationsrunden bestimmt sich nach der (vorläufigen) Zugangsliste der UEFA. Die Reihenfolge der Verbände resultiert hierbei aus den Verbandskoeffizienten der UEFA-Fünfjahreswertung 2023/24 und ergibt sich aus den Verbands-Koeffizienten der fünf Spielzeiten von 2019/20 bis 2023/24. Wenn sich der Pokalsieger eines Landesverbandes für die UEFA Champions League 2024/25 qualifiziert, bekommt der Zweitplatzierte der nationalen Liga den Startplatz.
| Platz | Land          | Liga-phase | Play-offs | Q3 | Q2 | Q1 |
| ----- | ------------- | ---------- | --------- | -- | -- | -- |
| 1.    | England       | CW / 5.    |           |    |    |    |
| 2.    | Italien       | CW / 5.    |           |    |    |    |
| 3.    | Spanien       | CW / 5.    |           |    |    |    |
| 4.    | Deutschland   | CW / 5.    |           |    |    |    |
| 5.    | Frankreich    | CW / 5.    |           |    |    |    |
| 6.    | Niederlande   | CW         |           |    | 4. |    |
| 7.    | Portugal      | CW         |           |    | 3. |    |
| 8.    | Belgien       |            | CW        |    | 3. |    |
| 9.    | Tschechien    |            | CW        |    | 3. |    |
| 10.   | Türkei        |            | CW        |    | 3. |    |
| 11.   | Norwegen      |            | CW        |    | 3. |    |
| 12.   | Griechenland  |            | CW        |    | 3. |    |
| 13.   | Österreich    |            |           | CW |    |    |
| 14.   | Schottland    |            |           | CW |    |    |
| 15.   | Polen         |            |           |    | CW |    |
| 15.   | Dänemark      |            |           |    |    | CW |
| 16.   | Schweiz       |            |           |    |    | CW |
| 18.   | Israel        |            |           |    |    | CW |
| 19.   | Zypern        |            |           |    |    | CW |
| 20.   | Schweden      |            |           |    |    | CW |
| 21.   | Kroatien      |            |           |    |    | CW |
| 22.   | Serbien       |            |           |    |    | CW |
| 24.   | Ukraine       |            |           |    |    | CW |
| 25.   | Ungarn        |            |           |    |    | CW |
| 25.   | Rumänien      |            |           |    |    | CW |
| 26.   | Russland 1    |            |           |    |    | CW |
| 27.   | Slowakei      |            |           |    |    | CW |
| 28.   | Slowenien     |            |           |    |    | CW |
| 29.   | Bulgarien     |            |           |    |    | CW |
| 30.   | Aserbaidschan |            |           |    |    | CW |
| 31.   | Irland        |            |           |    |    | CW |
| 32.   | Moldau        |            |           |    |    | CW |
| 33.   | Island        |            |           |    |    | CW |

## Qualifikation
Die Einteilung in die einzelnen Qualifikationsrunden bestimmt sich nach der Zugangsliste der UEFA. Die Reihenfolge der Verbände bestimmt sich hierbei nach den Verbandskoeffizienten der UEFA-Fünfjahreswertung 204/2025.
Falls sich der Pokalsieger eines Landesverbandes für die UEFA Champions League 2026/27 qualifiziert oder bereits für die UEFA Europa League 2026/27 qualifiziert gewesen wäre, bekommt die nächste Mannschaft aus der nationalen Liga den schlechtestmöglichen Startplatz dieser Nation in der Qualifikation zur UEFA Europa League, während die anderen Teams dementsprechend aufrücken und den nächstbesseren Startplatz übernehmen. Soweit ein Verein keine Zulassung für die UEFA-Wettbewerbe erhielt, rückt das in der nationalen Liga nächstbeste Team nach.

### 1. Qualifikationsrunde
- Auslosung: tbd
- Hinspiele: tbd
- Rückspiele: tbd

An der 1. Qualifikationsrunde nehmen die Pokalsieger bzw. deren Nachrücker aus den Verbänden auf den Plätzen 16 bis 33 der Rangliste teil. Unterlegene Mannschaften wechseln in die 2. Qualifikationsrunde der UEFA Conference League 2026/27, während die Gewinner die 2. Qualifikationsrunde der UEFA Europa League 2026/27 erreichen.
- Valur Reykjavík oder ÍF Vestri (Sieger des Isländischen Fußballpokals 2025) KK: min. 3,004 / max. 4,500[2]
- Sieger des Dänischen Fußballpokals 2025/26
- Sieger des Schweizer Cups 2025/26
- Sieger des Israelischen Fußballpokals 2025/26
- Sieger des Zyprischen Fußballpokals 2025/26
- Sieger des Schwedischen Fußballpokals 2025/26
- Sieger des Kroatischen Fußballpokals 2025/26
- Sieger des Serbischen Fußballpokals 2025/26
- Sieger des Ukrainischen Fußballpokals 2025/26
- Sieger des Ungarischen Fußballpokals 2026/26
- Sieger des Cupa României 2025/26
- Sieger des Russischen Fußballpokals 2025/26
- Sieger des Slowakischen Fußballpokals 2025/26
- Sieger des Slowenischen Fußballpokals 2025/26
- Sieger des Bulgarischen Fußballpokals 2025/26
- Sieger des Aserbaidschanischen Fußballpokals 2025/26
- Sieger des FAI Cups 2024
- Sieger des Cupa Moldovei 2025/26

### 2. Qualifikationsrunde
- Auslosung: tbd
- Hinspiele: tbd
- Rückspiele: tbd

An der 2. Qualifikationsrunde nehmen die neun Sieger der vorhergehenden Runde, der Viertplatzierte des Verbands auf Platz 6 der Rangliste (Niederlande) sowie die Drittplatzierten aus den Verbänden auf den Plätzen 7 bis 12 der Rangliste teil. Unterlegene Mannschaften wechseln in die 3. Qualifikationsrunde der UEFA Conference League 2026/27, während die Gewinner die 3. Qualifikationsrunde der UEFA Europa League 2025/26 erreichen.
- Vierter der Eredivisie 2025/26
- Dritter der Primeira Liga 2025/26
- Dritter der Division 1A 2025/26
- Dritter der Süper Lig 2025/26
- Dritter der Chance Liga 2025/26
- Dritter der Eliteserien 2025
- Dritter der Super League 2025/26
- 9 Sieger der vorherigen Runde

### 3. Qualifikationsrunde
- Auslosung: tbd
- Hinspiele: tbd
- Rückspiele: tbd

#### Champions-Weg
Am Champions-Weg der 3. Qualifikationsrunde nehmen die zwölf Verlierer des Champions-Wegs der 2. Qualifikationsrunde der UEFA Champions League 2026/27 teil. Die Partien werden durch offene Auslosung bestimmt. Unterlegene Mannschaften wechseln in den Champions-Weg der Play-offs der UEFA Conference League 2026/27, während die Gewinner die Play-offs der UEFA Europa League 2025/26 erreichen.

#### Pokalsieger- und Verfolgerweg
Am Pokalsieger- und Verfolgerweg der 3. Qualifikationsrunde nehmen die Pokalsieger bzw. deren Nachrücker aus den Verbänden auf den Plätzen 13 bis 15 der Rangliste, die drei Verlierer des Platzierungswegs der 2. Qualifikationsrunde der UEFA Champions League 2026/27 sowie die acht Gewinner der 2. Qualifikationsrunde teil. Unterlegene Mannschaften wechseln in den Platzierungsweg der Play-offs der UEFA Conference League 2026/27, während die Gewinner die Play-offs der UEFA Europa League 2026/27 erreichen.
- Sieger des ÖFB-Cups 2025/26
- Sieger des Scottish FA Cups 2025/26
- Sieger des Polnischen Fußballpokals 2025/26
- 3 Verlierer des Platzierungswegs der 2. Qualifikationsrunde der Champions League
- 8 Sieger der vorherigen Runde

### Play-offs
Die letzte Qualifikationsrunde wird zwecks besserer Vermarktungschancen „Play-offs“ genannt. Es nehmen die sieben Sieger der vorhergehenden Runde, die Pokalsieger der Verbände auf den Plätzen 8 bis 12 der Rangliste sowie die sechs Verlierer des Champions-Wegs der 3. Qualifikationsrunde der UEFA Champions League teil. Unterlegene Mannschaften wechseln in die Gruppenphase der UEFA Conference League.
Auslosung: tbd
Hinspiele: tbd
Rückspiele: tbd
- Sarpsborg 08 FF oder Lillestrøm SK (Sieger des Norwegischen Fußballpokals 2024) KK: min. 6,937[2]
- Sieger des Belgischen Fußballpokals 2025/26
- Sieger des Tschechischen Fußballpokals 2025/26
- Sieger des Türkischen Fußballpokals 2025/26
- Sieger des Griechischen Fußballpokals 2025/26
- 6 Verlierer des Meisterwegs der 3. Qualifikationsrunde der Champions League
- 6 Sieger der vorherigen Runde des Champions-Wegs
- 7 Sieger der vorherigen Runde des Pokalsieger- und Verfolgerwegs

## Ligaphase
An der Ligaphase nehmen neben den zwölf Siegern der Play-offs der Sieger der Europa Conference League des Vorjahres, die Pokalsieger der Verbände auf den Plätzen 1 bis 7 der Rangliste (bzw. deren Nachrücker, falls sich diese bereits für die Champions League qualifiziert haben), fünf Ligavertreter der Verbände auf den Plätzen 1 bis 5 der Rangliste, die vier Verlierer des Platzierungswegs der 3. Qualifikationsrunde der UEFA Champions League 2025/26, die zwei Verlierer des Platzierungswegs der Play-offs sowie die fünf Verlierer des Champions-Wegs der Play-offs der UEFA Champions League.
Die 36 teilnehmenden Mannschaften werden nicht wie bisher in verschiedene Gruppen unterteilt, sondern bilden eine gemeinsame Liga mit insgesamt acht Spieltagen. Jede Mannschaft bestreitet vier Heim- und vier Auswärtsspiele.
Die Gegner werden mithilfe einer Auslosung ermittelt. Die 36 Mannschaften werden auf vier Töpfe mit je neun Mannschaften verteilt. Für die Aufteilung auf die Töpfe wird der UEFA-Klubkoeffizient herangezogen. Jeder Mannschaft werden aus jedem Topf zwei Gegner zugelost.
- Sieger der UEFA Conference League 2025/26
- Sieger des FA Cup 2025/26
- Fünfter der Premier League 2025/26
- Sieger des Copa del Rey 2025/26
- Fünfter der Primera División 2025/26
- Sieger des Coppa Italia 2025/26
- Fünfter der Serie A 2025/26
- Sieger des DFB-Pokals 2025/26
- Fünfter der Fußball-Bundesliga 2025/26
- Sieger der Coupe de France 2025/26
- Vierter der Ligue 1 2025/26
- Sieger des KNVB-Pokals 2025/26
- Sieger des Taça de Portugal 2025/26
- 2 Verlierer des Platzierungswegs der Champions-League-Playoffs
- 5 Verlierer des Meisterwegs der Champions-League-Playoffs
- 4 Verlierer des Platzierungswegs der 3. Qualifikationsrunde der Champions League
- 12 Sieger der Play-offs

## Finale
Das Finale soll am 26. Mai 2027 im Stadion Frankfurt in Frankfurt am Main stattfinden. Das Stadion wurde von der UEFA für das Europa‑League-Endspiel sowie das Super‑Cup-Spiel ausgewählt.